# Davide Calgaro
Davide Calgaro (Milano, 18 agosto 2000) è un attore e comico italiano.

## Biografia
Davide Calgaro nasce nel quartiere di Baggio, nella periferia di Milano, e inizia ad avvicinarsi al mondo dello spettacolo a 13 anni, studiando recitazione nella scuola di teatro milanese Quelli di Grock. Nel 2015, a quindici anni, incomincia a scrivere e a provare monologhi comici nei Laboratori di Zelig, ove ha avuto la possibilità di testare i suoi sketch davanti a un pubblico vero.
Dopo essersi diplomato nel 2018 al liceo classico Tito Livio di Milano e dopo aver portato in tour il suo primo spettacolo teatrale dal titolo Questa casa non è un albergo, inizia a partecipare al programma televisivo Zelig, riscuotendo un discreto successo.
Nel 2020 è diretto da Massimo Venier nel film Odio l'estate, con Aldo, Giovanni e Giacomo, interpreta Salvo, il figlio di Aldo. Dopo questa esperienza, ha interpretato Furio nella produzione Netflix Sotto il sole di Riccione e nel suo seguito Sotto il sole di Amalfi, e ha preso parte ai film Le voci sole e Una boccata d'aria. Nel 2024 interpreta il personaggio di Cisco (storico amico di Max Pezzali) nella serie, su Sky Serie, Hanno ucciso l'Uomo Ragno - La leggendaria storia degli 883.

## Filmografia

### Cinema
- Odio l'estate, regia di Massimo Venier (2020)
- Sotto il sole di Riccione, regia de YouNuts! (2020)
- Le voci sole, regia di Andrea Brusa e Marco Scotuzzi (2022)
- Una boccata d'aria, regia di Alessio Lauria (2022)
- Sotto il sole di Amalfi, regia di Martina Pastori (2022)
- Il grande giorno, regia di Massimo Venier (2022)
- Torto marcio, regia di Prospero Pensa (2022)

### Televisione
- Il processo – serie TV, episodio 3 (2019)
- Doc - Nelle tue mani – serie TV, episodio 1x02 (2020)
- Blanca – serie TV, episodio 1x02 (2021)
- No Activity - Niente da segnalare, regia di Valerio Vestoso – miniserie TV (2024)
- Hanno ucciso l'Uomo Ragno - La leggendaria storia degli 883 – serie TV (2024)

## Programmi televisivi
- Colorado (2017)
- Battute? (2019)
- Zelig Special Stand up (2019)
- Zelig (2021-2022, 2025)
- The Roast of Life in Italy (2022)
- Dicono di noi (RaiPlay, 2023)

## Teatro
- Questa casa non è un albergo! di Davide Calgaro (2019)
- Venti freschi (2020)